# Шокуров, Кирилл Сергеевич
Кири́лл Серге́евич Шоку́ров (бел. Кірыл Сяргеевіч Шакураў; род. 7 апреля 1994, Щучин, Гродненская область) — белорусский футболист, нападающий клуба «Вилга».

## Карьера
Воспитанник бобруйской «Белшины». В 2012 стал выступать за дублирующий состав клуба. Дебютировал за основную команду 21 марта 2015 года в матче Кубка Беларуси против брестского «Динамо», выйдя на замену на 78 минуте. Свой дебютный матч в Высшей Лиге сыграл 10 апреля 2015 года против «Гомеля». В своём дебютном сезоне появился на поле в 7 матчах во всех турнирах.
В начале 2016 года также стал привлекаться к ирам с основной командой. Первый матч сыграл 11 апреля 2016 года против «Витебска». Свой дебютный гол забил 3 июля 2016 года в матче против микашевичского «Гранита». Со второй половины чемпионата стал получать больше игровой практики, однако всё ещё оставался игроком скамейки запасных. По итогу чемпионата клуб занял предпоследнее место в турнирной таблице и вылетел из высшего дивизиона.
В феврале 2017 года футболист продлил свой контракт с клубом. Первый матч сыграл 8 апреля 2017 года против «Осиповичей». Дебютными голами отличился 9 сентября 2017 года в матче против пинской «Волны», записав на свой счёт первый дубль. По ходу сезона закрепился в основной команде, отличившись 5 голами.
К сезону 2018 году начинал тренироваться с бобруйским клубом. В феврале 2018 года отправился в пинскую «Волну», с которой в скором времени подписал контракт. Дебютировал за клуб 7 апреля 2018 года в матче против «Белшины». Дебютным голом отличился 5 мая 2018 года в матче против «Чисти». Закрепился в основной команде клуба, став одним из основных игроков. В январе 2019 года покинул клуб.
В феврале 2019 года вернулся в «Белшину». Сыграл за клуб лишь 1 матч, так и не закрепившись в клубе.
В июле 2019 года перешёл в светлогорский «Химик». Дебютировал за клуб 20 июля 2019 года в матче против новополоцкого «Нафтана». В следующем своём матче 17 августа 2019 года против «Слонима» забил свой дебютный за клуб гол. Футболист сразу же стал основным нападающим клуба. В 15 матчах за клуб отличился 4 забитыми голами. По окончании сезона покинул клуб.
В начале 2020 года проходил просмотр в новополоцкого «Нафтане». В феврале 2020 года вернулся в пинскую «Волну». Первую половину сезона пропустил из-за травмы. В клубе оставался игроком замены.
В начале 2021 года присоединился к «Орше», которую затем в июле 2021 года сменил на «Лиду». Дебютировал за клуб 17 июля 2021 года в матче против «Крумкачей». Дебютным голом отличился 31 июля 2021 года в матче против петриковского «Шахтёра».
В начале 2022 года присоединился к витебскому клубу «Велес-2020», в котором по итогу сезона стал одним из лучшим бомбардиров с 19 голами. В начале 2023 года присоединился к польскому клубу «Вилга».